# Slash (banda)
Slash (también conocido como Slash feat. Myles Kennedy and The Conspirators) es un supergrupo de Los Ángeles, California, Estados Unidos, formado por Slash (Guns N' Roses y Velvet Revolver), Myles Kennedy (Alter Bridge), Todd Kerns (Age of Electric), Brent Fitz (Theory of a Deadman) y Frank Sidoris (The Cab).

## Discografía
- Apocalyptic Love (2012)
- World on Fire (2014)
- Living the Dream (2018)
- 4 (2022)

- Datos: Q6597224